# Tomás Rincón
Tomás Eduardo Rincón Hernández (San Cristóbal, 13 gennaio 1988) è un calciatore venezuelano, centrocampista del Santos e della nazionale venezuelana, della quale è capitano.

## Caratteristiche tecniche
Soprannominato "El general" per le sue doti da leader, Rincón è un mediano incontrista duttile e grintoso che può giocare come centrocampista di destra o, in casi estremi, come terzino destro. Abile negli anticipi, nei contrasti e nelle chiusure difensive, duro negli interventi. Giocatore più di strappo che di costruzione, fa del temperamento, del contrasto molto duro e dell'intercetto le sue doti principali.

## Carriera

### Club

#### Gli inizi, Amburgo
Dopo aver giocato nelle giovanili del Maracaibo, nel 2007 esordisce tra i professionisti con la maglia dello Zamora Fútbol Club, totalizzando 33 presenze nel campionato venezuelano. L'anno successivo si trasferisce al Deportivo Táchira.
Nel gennaio 2009 passa al club tedesco dell'Amburgo, in cui milita per cinque stagioni e mezza, giocando oltre 100 partite in Bundesliga.

#### Genoa
Il 31 luglio 2014 viene ufficializzato il suo approdo alla squadra italiana del Genoa a parametro zero e il 24 agosto gioca la sua prima partita ufficiale con la maglia rossoblù nella gara in trasferta, valevole per il terzo turno preliminare della Coppa Italia, vinta 1-0 contro il Lanciano. In campionato esordisce il 31 agosto alla prima giornata contro il Napoli. Con il Genoa conclude l'anno al sesto posto conquistando la qualificazione all'Europa League, negata però a causa della mancata concessione della licenza UEFA.

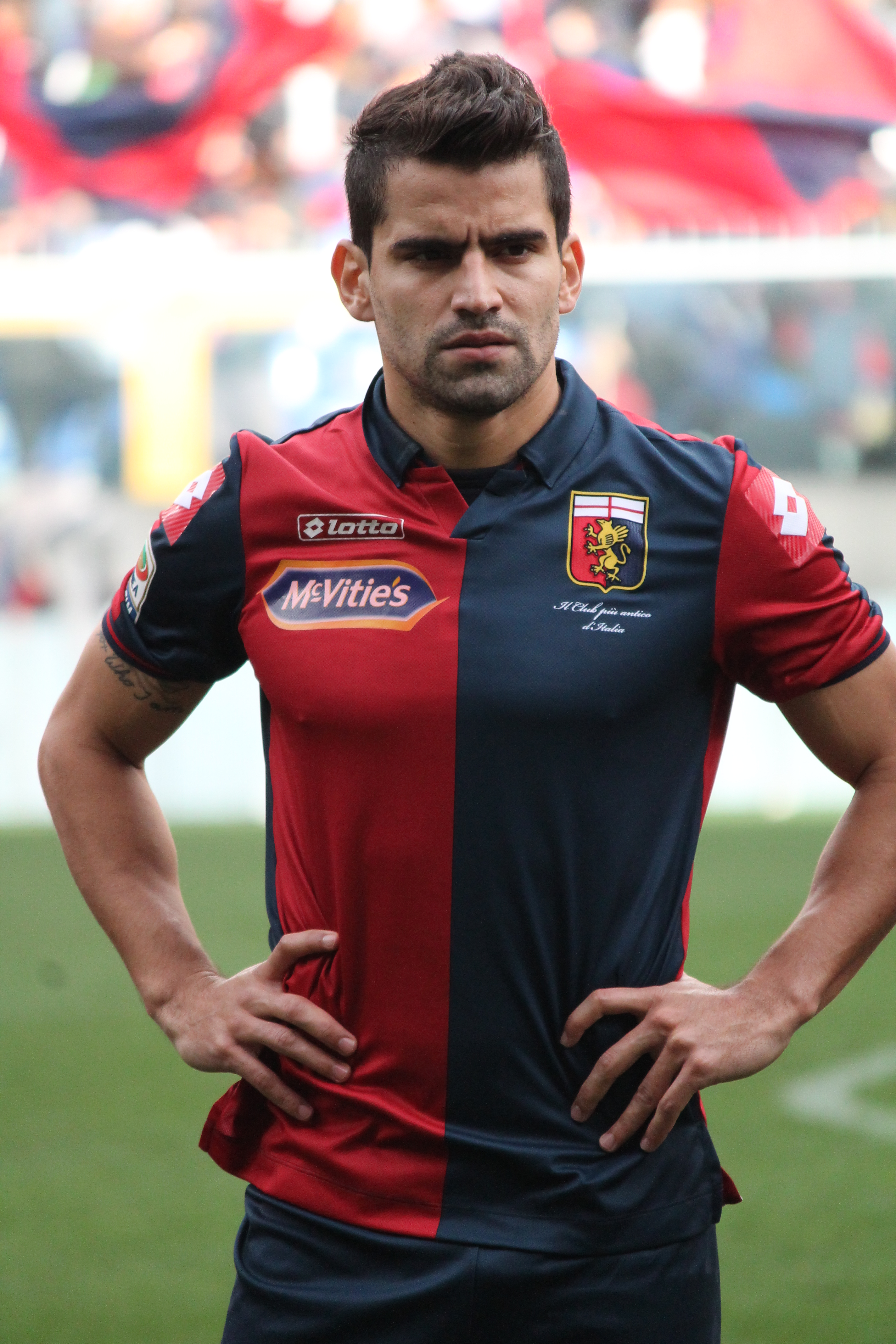
Rincón al Genoa nel 2015.

La stagione successiva fa il suo esordio in campionato alla seconda giornata, nella partita casalinga vinta 2-0 contro il Verona. Il 22 novembre 2015 realizza, con un gran tiro da fuori area, la sua prima rete con il grifone, nella partita vinta contro il Sassuolo. Si ripete il 17 gennaio 2016 nella vittoria per 4-0 contro il Palermo. Segna il suo terzo gol stagionale il successivo 20 marzo al San Paolo contro il Napoli, tirando da fuori area di potenza e insaccandola all'incrocio per il momentaneo vantaggio dei rossoblù, poi sconfitti per 3-1 dai partenopei.
Complessivamente con il grifone mette insieme 83 presenze e 3 gol in due anni e mezzo.

#### Juventus
Il 3 gennaio 2017 viene acquistato a titolo definitivo dalla Juventus, in cambio di 8 milioni di euro (più 1 milione di bonus), firmando un contratto di 3 anni e mezzo. È il primo venezuelano a militare nella squadra bianconera.
L'8 gennaio fa il suo esordio, con la maglia numero 28, nel match di campionato vinto per 3-0 contro il Bologna. Il 15 marzo debutta anche in Champions League nella vittoria per 1-0 contro il Porto, valevole per gli ottavi di ritorno. Il 17 maggio, vince il suo primo trofeo con la Juventus, la Coppa Italia, giocando da titolare la finale. Undici giorni dopo raggiunge il suo secondo trofeo vincendo anche il campionato.

#### Torino
L'11 agosto 2017 passa al Torino in prestito oneroso per 3 milioni di euro con opzione di riscatto a 6 milioni di euro che diventerà obbligatoria se il giocatore disputerà almeno il 50% delle partite stagionali dei granata. Il 20 agosto 2017 esordisce con la maglia granata in occasione della gara esterna pareggiata 1-1 contro il Bologna.
Segna il suo primo gol con la maglia granata in occasione di Lazio-Torino (1-3) valevole per la 16ª giornata di Serie A e il 5 febbraio 2018 scatta l'obbligo di riscatto, che comporta il suo trasferimento a titolo definitivo al Toro. Confermato in rosa per la stagione 2018-2019, si conferma titolare nello scacchiere di mister Mazzarri. Il 5 ottobre 2018 realizza la sua seconda rete in campionato con la maglia granata nella vittoria interna (3-2) contro il Frosinone.
Durante la partita di ottavi di finale di Coppa Italia, edizione 2020-2021, contro il Milan, che finirà a reti inviolate fino alla conclusione dei tempi supplementari, la squadra avversaria vincerà ai rigori per 5-4, Rincón calcerà dal dischetto ma il suo tiro verrà parato dal portiere Ciprian Tătărușanu.

#### Sampdoria
L'8 gennaio 2022 viene ceduto in prestito fino al termine della stagione alla Sampdoria. Il 5 luglio 2022 viene riscattato dalla società ligure.

#### Santos
Il 16 agosto 2023 si accasa da svincolato al Santos.

### Nazionale

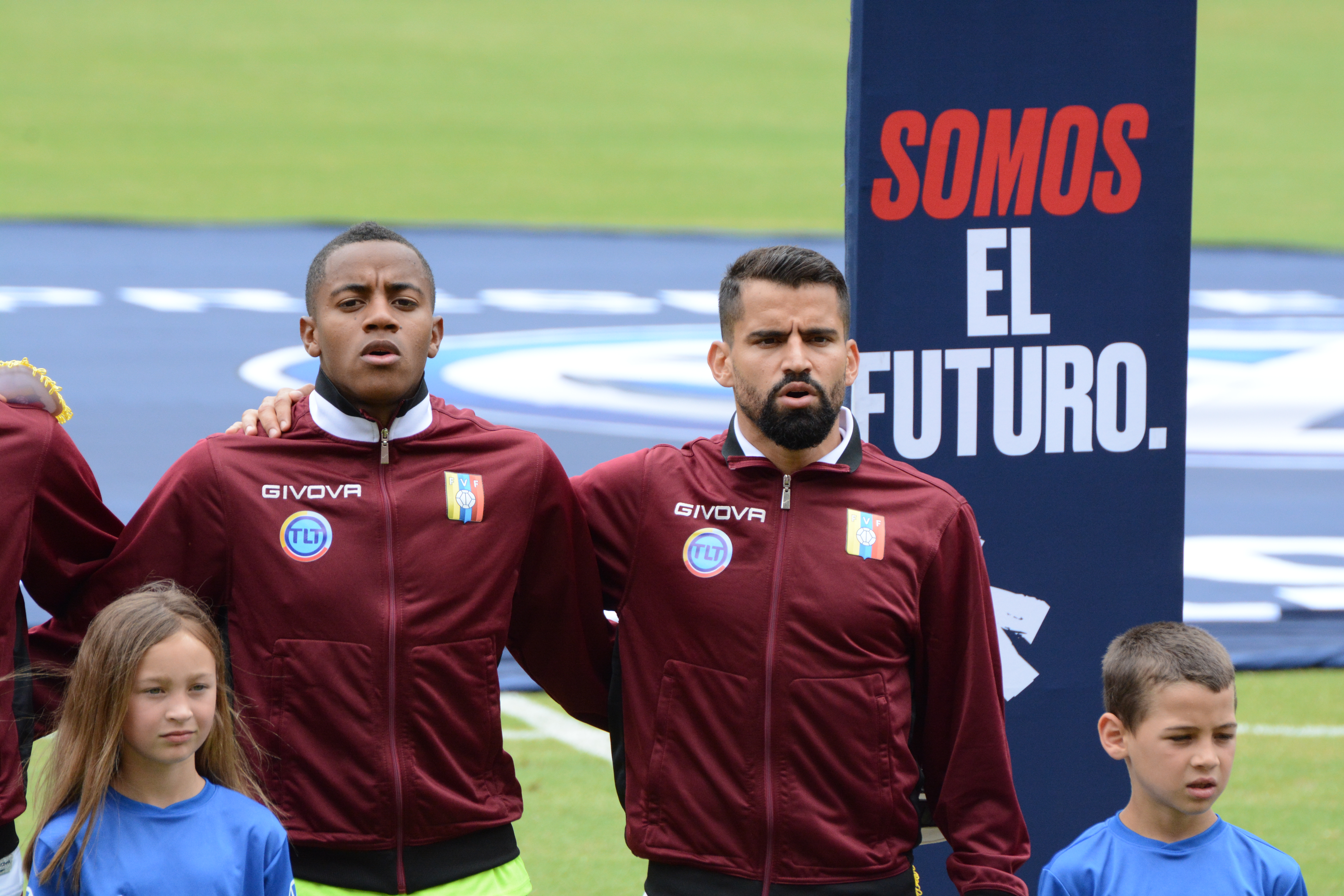
Rincón (a destra) capitano venezuelano nel 2019, con il connazionale Wuilker Faríñez, durante l'esecuzione dell'inno nazionale.

Dopo aver partecipato nel 2007 al campionato sudamericano Under-20 in Paraguay, fa il suo esordio in nazionale maggiore il 3 febbraio 2008 a Maturín in occasione della vittoria in amichevole per 1-0 contro Haiti.
Il CT del Venezuela César Farías lo inserisce nella lista dei convocati per la Coppa America 2011. Durante il torneo non realizza alcun gol, ma riesce comunque a risultare decisivo per il quarto posto finale della Vinotinto. Viene in seguito votato da Adidas come miglior giocatore del torneo e viene inserito dalla AFP nella formazione ideale della competizione.
Viene convocato per la Coppa America Centenario negli Stati Uniti. Il 16 novembre 2018 segna la sua prima ed unica rete con la maglia della Vinotinto nell'amichevole disputata contro il Giappone. Nel giugno 2019 viene convocato per la Copa América 2019.
Il 14 ottobre 2019, nella partita amichevole disputata contro Trinidad e Tobago, taglia il traguardo delle 100 presenze con la maglia del Venezuela.
Convocato anche per l'edizione 2021 della Coppa America, è costretto a saltare la competizione dopo essere risultato positivo al COVID-19 prima della manifestazione.

## Statistiche

### Presenze e reti nei club
Statistiche aggiornate al 23 febbraio 2025.
| Stagione         | Squadra          | Campionato       | Campionato | Campionato | Coppe nazionali | Coppe nazionali | Coppe nazionali | Coppe continentali | Coppe continentali | Coppe continentali | Altre Coppe | Altre Coppe | Altre Coppe | Totale | Totale |
| Stagione         | Squadra          | Comp             | Pres       | Reti       | Comp            | Pres            | Reti            | Comp               | Pres               | Reti               | Comp        | Pres        | Reti        | Pres   | Reti   |
| ---------------- | ---------------- | ---------------- | ---------- | ---------- | --------------- | --------------- | --------------- | ------------------ | ------------------ | ------------------ | ----------- | ----------- | ----------- | ------ | ------ |
| 2007-2008        | Zamora FC        | PD               | 33         | 1          | CV              | 2               | 2               | CS                 | 3                  | 0                  | -           | -           | -           | 38     | 3      |
| 2008-gen. 2009   | Dep. Táchira     | PD               | 18         | 0          | CV              | 0               | 0               | -                  | -                  | -                  | -           | -           | -           | 18     | 0      |
| gen.-giu. 2009   | Amburgo          | BL               | 1          | 0          | CG              | 1               | 0               | CU                 | 2                  | 0                  | -           | -           | -           | 4      | 0      |
| 2009-2010        | Amburgo          | BL               | 17         | 0          | CG              | 0               | 0               | UEL                | 11                 | 0                  | -           | -           | -           | 28     | 0      |
| 2010-2011        | Amburgo          | BL               | 19         | 0          | CG              | 2               | 0               | -                  | -                  | -                  | -           | -           | -           | 21     | 0      |
| 2011-2012        | Amburgo          | BL               | 27         | 0          | CG              | 2               | 0               | -                  | -                  | -                  | -           | -           | -           | 29     | 0      |
| 2012-2013        | Amburgo          | BL               | 20         | 0          | CG              | 0               | 0               | -                  | -                  | -                  | -           | -           | -           | 20     | 0      |
| 2013-2014        | Amburgo          | BL               | 22+2       | 0+0        | CG              | 2               | 0               | -                  | -                  | -                  | -           | -           | -           | 26     | 0      |
| Totale Amburgo   | Totale Amburgo   | Totale Amburgo   | 106+2      | 0          |                 | 7               | 0               |                    | 13                 | 0                  | -           | -           | -           | 128    | 0      |
| 2014-2015        | Genoa            | A                | 29         | 0          | CI              | 2               | 0               | -                  | -                  | -                  | -           | -           | -           | 31     | 0      |
| 2015-2016        | Genoa            | A                | 33         | 3          | CI              | 1               | 0               | -                  | -                  | -                  | -           | -           | -           | 34     | 3      |
| 2016-gen. 2017   | Genoa            | A                | 16         | 0          | CI              | 1               | 0               | -                  | -                  | -                  | -           | -           | -           | 17     | 0      |
| Totale Genoa     | Totale Genoa     | Totale Genoa     | 78         | 3          |                 | 4               | 0               |                    | -                  | -                  | -           | -           | -           | 82     | 3      |
| gen.-giu. 2017   | Juventus         | A                | 13         | 0          | CI              | 3               | 0               | UCL                | 3                  | 0                  | -           | -           | -           | 19     | 0      |
| 2017-2018        | Torino           | A                | 36         | 1          | CI              | 2               | 0               | -                  | -                  | -                  | -           | -           | -           | 38     | 1      |
| 2018-2019        | Torino           | A                | 34         | 3          | CI              | 3               | 1               | -                  | -                  | -                  | -           | -           | -           | 37     | 4      |
| 2019-2020        | Torino           | A                | 32         | 1          | CI              | 2               | 0               | UEL                | 5                  | 0                  | -           | -           | -           | 39     | 1      |
| 2020-2021        | Torino           | A                | 36         | 1          | CI              | 3               | 0               | -                  | -                  | -                  | -           | -           | -           | 39     | 1      |
| 2021-gen. 2022   | Torino           | A                | 7          | 0          | CI              | 2               | 0               | -                  | -                  | -                  | -           | -           | -           | 9      | 0      |
| Totale Torino    | Totale Torino    | Totale Torino    | 145        | 6          |                 | 12              | 1               |                    | 5                  | 0                  |             | -           | -           | 162    | 7      |
| gen.-giu. 2022   | Sampdoria        | A                | 17         | 0          | CI              | 1               | 0               | -                  | -                  | -                  | -           | -           | -           | 18     | 0      |
| 2022-2023        | Sampdoria        | A                | 34         | 0          | CI              | 3               | 0               | -                  | -                  | -                  | -           | -           | -           | 37     | 0      |
| Totale Sampdoria | Totale Sampdoria | Totale Sampdoria | 51         | 0          |                 | 4               | 0               |                    | -                  | -                  |             | -           | -           | 55     | 0      |
| 2023             | Santos           | A1/SP+A          | 0+16       | 0+2        | CB              | 0               | 0               | CS                 | 0                  | 0                  | -           | -           | -           | 16     | 2      |
| 2024             | Santos           | A1/SP+B          | 14+14      | 0+0        | CB              | 0               | 0               | -                  | -                  | -                  | -           | -           | -           | 28     | 0      |
| 2025             | Santos           | A1/SP+A          | 12+0       | 0+0        | CB              | 0               | 0               | CS                 | 0                  | 0                  | -           | -           | -           | 12     | 0      |
| Totale Santos    | Totale Santos    | Totale Santos    | 26+30      | 0+2        |                 | 0               | 0               |                    | -                  | -                  |             | -           | -           | 56     | 2      |
| Totale carriera  | Totale carriera  | Totale carriera  | 502        | 12         |                 | 32              | 3               |                    | 24                 | 0                  |             | -           | -           | 558    | 15     |

### Cronologia presenze e reti in nazionale
| Cronologia completa delle presenze e delle reti in nazionale ― Venezuela | Cronologia completa delle presenze e delle reti in nazionale ― Venezuela | Cronologia completa delle presenze e delle reti in nazionale ― Venezuela | Cronologia completa delle presenze e delle reti in nazionale ― Venezuela | Cronologia completa delle presenze e delle reti in nazionale ― Venezuela | Cronologia completa delle presenze e delle reti in nazionale ― Venezuela | Cronologia completa delle presenze e delle reti in nazionale ― Venezuela | Cronologia completa delle presenze e delle reti in nazionale ― Venezuela |
| Data                                                                     | Città                                                                    | In casa                                                                  | Risultato                                                                | Ospiti                                                                   | Competizione                                                             | Reti                                                                     | Note                                                                     |
| ------------------------------------------------------------------------ | ------------------------------------------------------------------------ | ------------------------------------------------------------------------ | ------------------------------------------------------------------------ | ------------------------------------------------------------------------ | ------------------------------------------------------------------------ | ------------------------------------------------------------------------ | ------------------------------------------------------------------------ |
| 3-2-2008                                                                 | Maturín                                                                  | Venezuela                                                                | 1 – 0                                                                    | Haiti                                                                    | Amichevole                                                               | -                                                                        | 83’                                                                      |
| 6-2-2008                                                                 | Puerto La Cruz                                                           | Venezuela                                                                | 1 – 1                                                                    | Haiti                                                                    | Amichevole                                                               | -                                                                        |                                                                          |
| 23-3-2008                                                                | Puerto La Cruz                                                           | Venezuela                                                                | 1 – 0                                                                    | El Salvador                                                              | Amichevole                                                               | -                                                                        |                                                                          |
| 26-3-2008                                                                | Puerto La Cruz                                                           | Venezuela                                                                | 0 – 1                                                                    | Bolivia                                                                  | Amichevole                                                               | -                                                                        |                                                                          |
| 30-4-2008                                                                | Bucaramanga                                                              | Colombia                                                                 | 5 – 2                                                                    | Venezuela                                                                | Amichevole                                                               | -                                                                        | 77’                                                                      |
| 30-5-2008                                                                | Fort Lauderdale                                                          | Honduras                                                                 | 1 – 1                                                                    | Venezuela                                                                | Amichevole                                                               | -                                                                        | 88’                                                                      |
| 6-6-2008                                                                 | Boston                                                                   | Brasile                                                                  | 0 – 2                                                                    | Venezuela                                                                | Amichevole                                                               | -                                                                        | 43’                                                                      |
| 14-6-2008                                                                | Montevideo                                                               | Uruguay                                                                  | 1 – 1                                                                    | Venezuela                                                                | Qual. Mondiali 2010                                                      | -                                                                        |                                                                          |
| 19-6-2008                                                                | Puerto La Cruz                                                           | Venezuela                                                                | 2 – 3                                                                    | Cile                                                                     | Qual. Mondiali 2010                                                      | -                                                                        | 60’                                                                      |
| 6-9-2008                                                                 | Lima                                                                     | Perù                                                                     | 1 – 0                                                                    | Venezuela                                                                | Qual. Mondiali 2010                                                      | -                                                                        | 37’                                                                      |
| 9-9-2008                                                                 | Asunción                                                                 | Paraguay                                                                 | 2 – 0                                                                    | Venezuela                                                                | Qual. Mondiali 2010                                                      | -                                                                        | 56’                                                                      |
| 15-10-2008                                                               | Puerto La Cruz                                                           | Venezuela                                                                | 3 – 1                                                                    | Ecuador                                                                  | Qual. Mondiali 2010                                                      | -                                                                        |                                                                          |
| 19-11-2008                                                               | San Cristóbal                                                            | Venezuela                                                                | 0 – 0                                                                    | Angola                                                                   | Amichevole                                                               | -                                                                        |                                                                          |
| 11-2-2009                                                                | Maturín                                                                  | Venezuela                                                                | 2 – 1                                                                    | Guatemala                                                                | Amichevole                                                               | -                                                                        |                                                                          |
| 28-3-2009                                                                | Buenos Aires                                                             | Argentina                                                                | 4 – 0                                                                    | Venezuela                                                                | Qual. Mondiali 2010                                                      | -                                                                        | 62’                                                                      |
| 31-3-2009                                                                | Puerto Ordaz                                                             | Venezuela                                                                | 2 – 0                                                                    | Colombia                                                                 | Qual. Mondiali 2010                                                      | -                                                                        |                                                                          |
| 10-6-2009                                                                | Puerto Ordaz                                                             | Venezuela                                                                | 2 – 2                                                                    | Uruguay                                                                  | Qual. Mondiali 2010                                                      | -                                                                        |                                                                          |
| 24-6-2009                                                                | Atlanta                                                                  | Messico                                                                  | 4 – 0                                                                    | Venezuela                                                                | Amichevole                                                               | -                                                                        | 35’                                                                      |
| 27-6-2009                                                                | San José                                                                 | Costa Rica                                                               | 1 – 0                                                                    | Venezuela                                                                | Amichevole                                                               | -                                                                        |                                                                          |
| 12-8-2009                                                                | East Rutherford                                                          | Colombia                                                                 | 1 – 2                                                                    | Venezuela                                                                | Amichevole                                                               | -                                                                        | 56’                                                                      |
| 5-9-2009                                                                 | Santiago del Cile                                                        | Cile                                                                     | 2 – 2                                                                    | Venezuela                                                                | Qual. Mondiali 2010                                                      | -                                                                        | 77’                                                                      |
| 10-10-2009                                                               | Puerto Ordaz                                                             | Venezuela                                                                | 1 – 2                                                                    | Paraguay                                                                 | Qual. Mondiali 2010                                                      | -                                                                        |                                                                          |
| 14-10-2009                                                               | Campo Grande                                                             | Brasile                                                                  | 0 – 0                                                                    | Venezuela                                                                | Qual. Mondiali 2010                                                      | -                                                                        | 68’                                                                      |
| 3-3-2010                                                                 | Barquisimeto                                                             | Venezuela                                                                | 1 – 2                                                                    | Panama                                                                   | Amichevole                                                               | -                                                                        | 57’                                                                      |
| 29-5-2010                                                                | Mérida                                                                   | Venezuela                                                                | 1 – 1                                                                    | Canada                                                                   | Amichevole                                                               | -                                                                        | 82’                                                                      |
| 11-8-2010                                                                | Panama                                                                   | Panama                                                                   | 3 – 1                                                                    | Venezuela                                                                | Amichevole                                                               | -                                                                        | 72’                                                                      |
| 3-9-2010                                                                 | Puerto La Cruz                                                           | Venezuela                                                                | 0 – 2                                                                    | Colombia                                                                 | Amichevole                                                               | -                                                                        |                                                                          |
| 7-9-2010                                                                 | Barquisimeto                                                             | Venezuela                                                                | 1 – 0                                                                    | Ecuador                                                                  | Amichevole                                                               | -                                                                        | 71’                                                                      |
| 7-10-2010                                                                | Santa Cruz                                                               | Bolivia                                                                  | 1 – 3                                                                    | Venezuela                                                                | Amichevole                                                               | -                                                                        | 64’                                                                      |
| 9-2-2011                                                                 | Puerto La Cruz                                                           | Venezuela                                                                | 2 – 2                                                                    | Costa Rica                                                               | Amichevole                                                               | -                                                                        | 61’                                                                      |
| 25-3-2011                                                                | Montego Bay                                                              | Giamaica                                                                 | 0 – 2                                                                    | Venezuela                                                                | Amichevole                                                               | -                                                                        | 90’                                                                      |
| 29-3-2011                                                                | San Diego                                                                | Messico                                                                  | 1 – 1                                                                    | Venezuela                                                                | Amichevole                                                               | -                                                                        | 10’                                                                      |
| 1-6-2011                                                                 | Città del Guatemala                                                      | Guatemala                                                                | 0 – 2                                                                    | Venezuela                                                                | Amichevole                                                               | -                                                                        | 90’                                                                      |
| 7-6-2011                                                                 | Puerto La Cruz                                                           | Venezuela                                                                | 0 – 3                                                                    | Spagna                                                                   | Amichevole                                                               | -                                                                        |                                                                          |
| 3-7-2011                                                                 | La Plata                                                                 | Brasile                                                                  | 0 – 0                                                                    | Venezuela                                                                | Coppa America 2011 - 1º turno                                            | -                                                                        |                                                                          |
| 9-7-2011                                                                 | Salta                                                                    | Venezuela                                                                | 1 – 0                                                                    | Ecuador                                                                  | Coppa America 2011 - 1º turno                                            | -                                                                        |                                                                          |
| 13-7-2011                                                                | Salta                                                                    | Paraguay                                                                 | 3 – 3                                                                    | Venezuela                                                                | Coppa America 2011 - 1º turno                                            | -                                                                        |                                                                          |
| 17-7-2011                                                                | San Juan                                                                 | Cile                                                                     | 1 – 2                                                                    | Venezuela                                                                | Coppa America 2011 - Quarti di finale                                    | -                                                                        | 90+4’                                                                    |
| 23-7-2011                                                                | La Plata                                                                 | Perù                                                                     | 4 – 1                                                                    | Venezuela                                                                | Coppa America 2011 - Finale 3º Posto                                     | -                                                                        | 59’                                                                      |
| 2-9-2011                                                                 | Calcutta                                                                 | Venezuela                                                                | 0 – 1                                                                    | Argentina                                                                | Amichevole                                                               | -                                                                        |                                                                          |
| 11-10-2011                                                               | Puerto La Cruz                                                           | Venezuela                                                                | 1 – 0                                                                    | Argentina                                                                | Qual. Mondiali 2014                                                      | -                                                                        |                                                                          |
| 11-11-2011                                                               | Barranquilla                                                             | Colombia                                                                 | 1 – 1                                                                    | Venezuela                                                                | Qual. Mondiali 2014                                                      | -                                                                        | 40’ 64’                                                                  |
| 15-11-2011                                                               | San Cristóbal                                                            | Venezuela                                                                | 1 – 0                                                                    | Bolivia                                                                  | Qual. Mondiali 2014                                                      | -                                                                        |                                                                          |
| 29-2-2012                                                                | Malaga                                                                   | Spagna                                                                   | 5 – 0                                                                    | Venezuela                                                                | Amichevole                                                               | -                                                                        |                                                                          |
| 23-5-2012                                                                | Puerto Ordaz                                                             | Venezuela                                                                | 4 – 0                                                                    | Moldavia                                                                 | Amichevole                                                               | -                                                                        | 46’                                                                      |
| 2-6-2012                                                                 | Montevideo                                                               | Uruguay                                                                  | 1 – 1                                                                    | Venezuela                                                                | Qual. Mondiali 2014                                                      | -                                                                        | 17’                                                                      |
| 14-11-2012                                                               | Miami                                                                    | Venezuela                                                                | 1 – 3                                                                    | Nigeria                                                                  | Amichevole                                                               | -                                                                        | 62’                                                                      |
| 22-3-2013                                                                | Buenos Aires                                                             | Argentina                                                                | 3 – 0                                                                    | Venezuela                                                                | Qual. Mondiali 2014                                                      | -                                                                        | 37’                                                                      |
| 26-3-2013                                                                | Puerto Ordaz                                                             | Venezuela                                                                | 1 – 0                                                                    | Colombia                                                                 | Qual. Mondiali 2014                                                      | -                                                                        |                                                                          |
| 22-5-2013                                                                | Mérida                                                                   | Venezuela                                                                | 2 – 1                                                                    | El Salvador                                                              | Amichevole                                                               | -                                                                        | 41’ 79’                                                                  |
| 7-6-2013                                                                 | La Paz                                                                   | Bolivia                                                                  | 1 – 1                                                                    | Venezuela                                                                | Qual. Mondiali 2014                                                      | -                                                                        |                                                                          |
| 11-6-2013                                                                | Puerto Ordaz                                                             | Venezuela                                                                | 0 – 1                                                                    | Uruguay                                                                  | Qual. Mondiali 2014                                                      | -                                                                        | 62’, 84’                                                                 |
| 14-8-2013                                                                | San Cristóbal                                                            | Venezuela                                                                | 2 – 2                                                                    | Bolivia                                                                  | Amichevole                                                               | -                                                                        | 46’                                                                      |
| 10-9-2013                                                                | Puerto La Cruz                                                           | Venezuela                                                                | 3 – 2                                                                    | Perù                                                                     | Qual. Mondiali 2014                                                      | -                                                                        |                                                                          |
| 5-9-2014                                                                 | Bucheon                                                                  | Corea del Sud                                                            | 3 – 1                                                                    | Venezuela                                                                | Amichevole                                                               | -                                                                        | cap.                                                                     |
| 9-9-2014                                                                 | Yokohama                                                                 | Giappone                                                                 | 2 – 2                                                                    | Venezuela                                                                | Amichevole                                                               | -                                                                        | cap.                                                                     |
| 27-3-2015                                                                | Kingston                                                                 | Giamaica                                                                 | 2 – 1                                                                    | Venezuela                                                                | Amichevole                                                               | -                                                                        |                                                                          |
| 31-3-2015                                                                | Fort Lauderdale                                                          | Perù                                                                     | 0 – 1                                                                    | Venezuela                                                                | Amichevole                                                               | -                                                                        | cap.                                                                     |
| 14-6-2015                                                                | Rancagua                                                                 | Colombia                                                                 | 0 – 1                                                                    | Venezuela                                                                | Coppa America 2015 - 1º turno                                            | -                                                                        |                                                                          |
| 18-6-2015                                                                | Valparaíso                                                               | Perù                                                                     | 1 – 0                                                                    | Venezuela                                                                | Coppa America 2015 - 1º turno                                            | -                                                                        |                                                                          |
| 21-6-2015                                                                | Santiago del Cile                                                        | Brasile                                                                  | 2 – 1                                                                    | Venezuela                                                                | Coppa America 2015 - 1º turno                                            | -                                                                        |                                                                          |
| 4-9-2015                                                                 | Puerto Ordaz                                                             | Venezuela                                                                | 0 – 3                                                                    | Honduras                                                                 | Amichevole                                                               | -                                                                        | cap. 78’                                                                 |
| 8-9-2015                                                                 | Puerto Ordaz                                                             | Venezuela                                                                | 1 – 1                                                                    | Panama                                                                   | Amichevole                                                               | -                                                                        | cap.                                                                     |
| 8-10-2015                                                                | Puerto Ordaz                                                             | Venezuela                                                                | 0 – 1                                                                    | Paraguay                                                                 | Qual. Mondiali 2018                                                      | -                                                                        | cap.                                                                     |
| 13-10-2015                                                               | Fortaleza                                                                | Brasile                                                                  | 3 – 1                                                                    | Venezuela                                                                | Qual. Mondiali 2018                                                      | -                                                                        | cap.                                                                     |
| 12-11-2015                                                               | La Paz                                                                   | Bolivia                                                                  | 4 – 2                                                                    | Venezuela                                                                | Qual. Mondiali 2018                                                      | -                                                                        | cap. 35’                                                                 |
| 17-11-2015                                                               | Puerto Ordaz                                                             | Venezuela                                                                | 1 – 3                                                                    | Ecuador                                                                  | Qual. Mondiali 2018                                                      | -                                                                        | cap.                                                                     |
| 24-3-2016                                                                | Lima                                                                     | Perù                                                                     | 2 – 2                                                                    | Venezuela                                                                | Qual. Mondiali 2018                                                      | -                                                                        | cap.                                                                     |
| 29-3-2016                                                                | Barinas                                                                  | Venezuela                                                                | 1 – 4                                                                    | Cile                                                                     | Qual. Mondiali 2018                                                      | -                                                                        | cap.                                                                     |
| 27-5-2016                                                                | San José                                                                 | Costa Rica                                                               | 2 – 1                                                                    | Venezuela                                                                | Amichevole                                                               | -                                                                        | cap.                                                                     |
| 1-6-2016                                                                 | Fort Lauderdale                                                          | Guatemala                                                                | 1 – 1                                                                    | Venezuela                                                                | Amichevole                                                               | -                                                                        | cap.                                                                     |
| 5-6-2016                                                                 | Chicago                                                                  | Giamaica                                                                 | 0 – 1                                                                    | Venezuela                                                                | Coppa America Centenario - 1º turno                                      | -                                                                        | cap.                                                                     |
| 10-6-2016                                                                | Filadelfia                                                               | Uruguay                                                                  | 0 – 1                                                                    | Venezuela                                                                | Coppa America Centenario - 1º turno                                      | -                                                                        | cap.                                                                     |
| 14-6-2016                                                                | Houston                                                                  | Messico                                                                  | 1 – 1                                                                    | Venezuela                                                                | Coppa America Centenario - 1º turno                                      | -                                                                        | cap.                                                                     |
| 19-6-2016                                                                | Foxborough                                                               | Argentina                                                                | 4 – 1                                                                    | Venezuela                                                                | Coppa America Centenario - Quarti di finale                              | -                                                                        | cap. 85’                                                                 |
| 1-9-2016                                                                 | Barranquilla                                                             | Colombia                                                                 | 2 – 0                                                                    | Venezuela                                                                | Qual. Mondiali 2018                                                      | -                                                                        | cap.                                                                     |
| 7-9-2016                                                                 | Mérida                                                                   | Venezuela                                                                | 2 – 2                                                                    | Argentina                                                                | Qual. Mondiali 2018                                                      | -                                                                        | cap.                                                                     |
| 7-10-2016                                                                | Montevideo                                                               | Uruguay                                                                  | 3 – 0                                                                    | Venezuela                                                                | Qual. Mondiali 2018                                                      | -                                                                        | cap.                                                                     |
| 12-10-2016                                                               | Mérida                                                                   | Venezuela                                                                | 0 – 2                                                                    | Brasile                                                                  | Qual. Mondiali 2018                                                      | -                                                                        | cap.                                                                     |
| 11-11-2016                                                               | Maturín                                                                  | Venezuela                                                                | 5 – 0                                                                    | Bolivia                                                                  | Qual. Mondiali 2018                                                      | -                                                                        | cap.                                                                     |
| 15-11-2016                                                               | Quito                                                                    | Ecuador                                                                  | 3 – 0                                                                    | Venezuela                                                                | Qual. Mondiali 2018                                                      | -                                                                        | cap.                                                                     |
| 23-3-2017                                                                | Maturín                                                                  | Venezuela                                                                | 2 – 2                                                                    | Perù                                                                     | Qual. Mondiali 2018                                                      | -                                                                        | cap.                                                                     |
| 28-3-2017                                                                | Santiago del Cile                                                        | Cile                                                                     | 3 – 1                                                                    | Venezuela                                                                | Qual. Mondiali 2018                                                      | -                                                                        | cap. 84’                                                                 |
| 31-8-2017                                                                | San Cristóbal                                                            | Venezuela                                                                | 0 – 0                                                                    | Colombia                                                                 | Qual. Mondiali 2018                                                      | -                                                                        | cap. 90+1’                                                               |
| 5-10-2017                                                                | San Cristóbal                                                            | Venezuela                                                                | 0 – 0                                                                    | Uruguay                                                                  | Qual. Mondiali 2018                                                      | -                                                                        | cap. 86’                                                                 |
| 10-10-2017                                                               | Asunción                                                                 | Paraguay                                                                 | 0 – 1                                                                    | Venezuela                                                                | Qual. Mondiali 2018                                                      | -                                                                        | cap.                                                                     |
| 8-9-2018                                                                 | Miami                                                                    | Colombia                                                                 | 2 – 1                                                                    | Venezuela                                                                | Amichevole                                                               | -                                                                        | cap. 81’                                                                 |
| 11-9-2018                                                                | Panama                                                                   | Panama                                                                   | 0 – 2                                                                    | Venezuela                                                                | Amichevole                                                               | -                                                                        | cap.                                                                     |
| 16-10-2018                                                               | Barcellona                                                               | Emirati Arabi Uniti                                                      | 0 – 2                                                                    | Venezuela                                                                | Amichevole                                                               | -                                                                        | cap.                                                                     |
| 16-11-2018                                                               | Ōita                                                                     | Giappone                                                                 | 1 – 1                                                                    | Venezuela                                                                | Amichevole                                                               | 1                                                                        | cap.                                                                     |
| 20-11-2018                                                               | Doha                                                                     | Iran                                                                     | 1 – 1                                                                    | Venezuela                                                                | Amichevole                                                               | -                                                                        | cap.                                                                     |
| 22-3-2019                                                                | Madrid                                                                   | Argentina                                                                | 1 – 3                                                                    | Venezuela                                                                | Amichevole                                                               | -                                                                        | cap. 82’                                                                 |
| 5-6-2019                                                                 | Atlanta                                                                  | Messico                                                                  | 3 – 1                                                                    | Venezuela                                                                | Amichevole                                                               | -                                                                        | cap. 44’                                                                 |
| 9-6-2019                                                                 | Cincinnati                                                               | Stati Uniti                                                              | 0 – 3                                                                    | Venezuela                                                                | Amichevole                                                               | -                                                                        | cap. 61’                                                                 |
| 15-6-2019                                                                | Porto Alegre                                                             | Venezuela                                                                | 0 – 0                                                                    | Perù                                                                     | Coppa America 2019 - 1º turno                                            | -                                                                        | cap.                                                                     |
| 18-6-2019                                                                | Salvador                                                                 | Brasile                                                                  | 0 – 0                                                                    | Venezuela                                                                | Coppa America 2019 - 1º turno                                            | -                                                                        | cap.                                                                     |
| 22-6-2019                                                                | Belo Horizonte                                                           | Bolivia                                                                  | 1 – 3                                                                    | Venezuela                                                                | Coppa America 2019 - 1º turno                                            | -                                                                        | cap.                                                                     |
| 28-6-2019                                                                | Rio de Janeiro                                                           | Venezuela                                                                | 0 – 2                                                                    | Argentina                                                                | Coppa America 2019 - Quarti di finale                                    | -                                                                        | cap. 12’                                                                 |
| 10-10-2019                                                               | Caracas                                                                  | Venezuela                                                                | 4 – 1                                                                    | Bolivia                                                                  | Amichevole                                                               | -                                                                        | cap.                                                                     |
| 14-10-2019                                                               | Caracas                                                                  | Venezuela                                                                | 2 – 0                                                                    | Trinidad e Tobago                                                        | Amichevole                                                               | -                                                                        | cap.                                                                     |
| 19-11-2019                                                               | Suita                                                                    | Giappone                                                                 | 1 – 4                                                                    | Venezuela                                                                | Amichevole                                                               | -                                                                        | cap. 90’                                                                 |
| 9-10-2020                                                                | Barranquilla                                                             | Colombia                                                                 | 3 – 0                                                                    | Venezuela                                                                | Qual. Mondiali 2022                                                      | -                                                                        | cap.                                                                     |
| 13-10-2020                                                               | Mérida                                                                   | Venezuela                                                                | 0 – 1                                                                    | Paraguay                                                                 | Qual. Mondiali 2022                                                      | -                                                                        | cap. 90’                                                                 |
| 13-11-2020                                                               | San Paolo                                                                | Brasile                                                                  | 1 – 0                                                                    | Venezuela                                                                | Qual. Mondiali 2022                                                      | -                                                                        | cap. 81’                                                                 |
| 3-6-2021                                                                 | La Paz                                                                   | Bolivia                                                                  | 3 – 1                                                                    | Venezuela                                                                | Qual. Mondiali 2022                                                      | -                                                                        | cap.                                                                     |
| 8-6-2021                                                                 | Caracas                                                                  | Venezuela                                                                | 0 – 0                                                                    | Uruguay                                                                  | Qual. Mondiali 2022                                                      | -                                                                        | cap. 35’                                                                 |
| 2-9-2021                                                                 | Caracas                                                                  | Venezuela                                                                | 1 – 3                                                                    | Argentina                                                                | Qual. Mondiali 2022                                                      | -                                                                        | cap.                                                                     |
| 5-9-2021                                                                 | Lima                                                                     | Perù                                                                     | 1 – 0                                                                    | Venezuela                                                                | Qual. Mondiali 2022                                                      | -                                                                        | cap. 28’, 38’                                                            |
| 7-10-2021                                                                | Caracas                                                                  | Venezuela                                                                | 1 – 3                                                                    | Brasile                                                                  | Qual. Mondiali 2022                                                      | -                                                                        | cap.                                                                     |
| 10-10-2021                                                               | Caracas                                                                  | Venezuela                                                                | 2 – 1                                                                    | Ecuador                                                                  | Qual. Mondiali 2022                                                      | -                                                                        | cap. 34’ 72’                                                             |
| 14-10-2021                                                               | Santiago del Cile                                                        | Cile                                                                     | 3 – 0                                                                    | Venezuela                                                                | Qual. Mondiali 2022                                                      | -                                                                        | cap.                                                                     |
| 11-11-2021                                                               | Quito                                                                    | Ecuador                                                                  | 1 – 0                                                                    | Venezuela                                                                | Qual. Mondiali 2022                                                      | -                                                                        | cap.                                                                     |
| 16-11-2021                                                               | Caracas                                                                  | Venezuela                                                                | 1 – 2                                                                    | Perù                                                                     | Qual. Mondiali 2022                                                      | -                                                                        | cap.                                                                     |
| 28-1-2022                                                                | Barinas                                                                  | Venezuela                                                                | 4 – 1                                                                    | Bolivia                                                                  | Qual. Mondiali 2022                                                      | -                                                                        | cap.                                                                     |
| 1-2-2022                                                                 | Montevideo                                                               | Uruguay                                                                  | 4 – 1                                                                    | Venezuela                                                                | Qual. Mondiali 2022                                                      | -                                                                        | cap. 90’                                                                 |
| 29-3-2022                                                                | Ciudad Guayana                                                           | Venezuela                                                                | 0 – 1                                                                    | Colombia                                                                 | Qual. Mondiali 2022                                                      | -                                                                        | cap.                                                                     |
| 1-6-2022                                                                 | Ta' Qali                                                                 | Malta                                                                    | 0 – 1                                                                    | Venezuela                                                                | Amichevole                                                               | -                                                                        | 77’                                                                      |
| 9-6-2022                                                                 | Murcia                                                                   | Arabia Saudita                                                           | 0 – 1                                                                    | Venezuela                                                                | Amichevole                                                               | -                                                                        | cap. 72’                                                                 |
| 22-9-2022                                                                | Maria Enzersdorf                                                         | Venezuela                                                                | 0 – 1                                                                    | Islanda                                                                  | Amichevole                                                               | -                                                                        |                                                                          |
| 27-9-2022                                                                | Wiener Neustadt                                                          | Emirati Arabi Uniti                                                      | 0 – 4                                                                    | Venezuela                                                                | Amichevole                                                               | -                                                                        | cap. 66’                                                                 |
| 15-11-2022                                                               | Sharja                                                                   | Venezuela                                                                | 2 – 2                                                                    | Panama                                                                   | Amichevole                                                               | -                                                                        | cap.                                                                     |
| 20-11-2022                                                               | Dubai                                                                    | Siria                                                                    | 1 – 2                                                                    | Venezuela                                                                | Amichevole                                                               | -                                                                        | cap.                                                                     |
| 24-3-2023                                                                | Gedda                                                                    | Arabia Saudita                                                           | 1 – 2                                                                    | Venezuela                                                                | Amichevole                                                               | -                                                                        | cap. 71’                                                                 |
| 28-3-2023                                                                | Gedda                                                                    | Uzbekistan                                                               | 1 – 1                                                                    | Venezuela                                                                | Amichevole                                                               | -                                                                        | 70’                                                                      |
| 15-6-2023                                                                | Washington                                                               | Venezuela                                                                | 1 – 0                                                                    | Honduras                                                                 | Amichevole                                                               | -                                                                        | 75’                                                                      |
| 18-6-2023                                                                | East Hartford                                                            | Venezuela                                                                | 1 – 0                                                                    | Guatemala                                                                | Amichevole                                                               | -                                                                        | cap. 61’                                                                 |
| 7-9-2023                                                                 | Barranquilla                                                             | Colombia                                                                 | 1 – 0                                                                    | Venezuela                                                                | Qual. Mondiali 2026                                                      | -                                                                        | cap.                                                                     |
| 12-10-2023                                                               | Cuiabá                                                                   | Brasile                                                                  | 1 – 1                                                                    | Venezuela                                                                | Qual. Mondiali 2026                                                      | -                                                                        | cap. 33’ 67’                                                             |
| 17-10-2023                                                               | Maturín                                                                  | Venezuela                                                                | 3 – 0                                                                    | Cile                                                                     | Qual. Mondiali 2026                                                      | -                                                                        | 57’                                                                      |
| 16-11-2023                                                               | Maturín                                                                  | Venezuela                                                                | 0 – 0                                                                    | Ecuador                                                                  | Qual. Mondiali 2026                                                      | -                                                                        | 84’                                                                      |
| 21-3-2024                                                                | Fort Lauderdale                                                          | Venezuela                                                                | 1 – 2                                                                    | Italia                                                                   | Amichevole                                                               | -                                                                        | 86’                                                                      |
| 24-3-2024                                                                | Houston                                                                  | Guatemala                                                                | 0 – 0                                                                    | Venezuela                                                                | Amichevole                                                               | -                                                                        | cap. 32’ 46’                                                             |
| 22-6-2024                                                                | Santa Clara                                                              | Ecuador                                                                  | 1 – 2                                                                    | Venezuela                                                                | Coppa America 2024 - 1º turno                                            | -                                                                        | 90+2’                                                                    |
| 30-6-2024                                                                | Austin                                                                   | Giamaica                                                                 | 0 – 3                                                                    | Venezuela                                                                | Coppa America 2024 - 1º turno                                            | -                                                                        | 60’                                                                      |
| 5-7-2024                                                                 | Arlington                                                                | Venezuela                                                                | 1 – 1 (3 – 4 dtr)                                                        | Canada                                                                   | Coppa America 2024 - Quarti di finale                                    | -                                                                        | 90+2’                                                                    |
| 10-9-2024                                                                | Maturín                                                                  | Venezuela                                                                | 0 – 0                                                                    | Uruguay                                                                  | Qual. Mondiali 2026                                                      | -                                                                        | 82’                                                                      |
| 10-10-2024                                                               | Maturín                                                                  | Venezuela                                                                | 1 – 1                                                                    | Argentina                                                                | Qual. Mondiali 2026                                                      | -                                                                        | Cap. 59’                                                                 |
| 14-11-2024                                                               | Maturin                                                                  | Venezuela                                                                | 1 – 1                                                                    | Brasile                                                                  | Qual. Mondiali 2026                                                      | -                                                                        | 69’                                                                      |
| 19-11-2024                                                               | Santiago del Cile                                                        | Cile                                                                     | 4 – 2                                                                    | Venezuela                                                                | Qual. Mondiali 2026                                                      | -                                                                        | Cap. 65’                                                                 |
| 21-3-2025                                                                | Quito                                                                    | Ecuador                                                                  | 2 – 1                                                                    | Venezuela                                                                | Qual. Mondiali 2026                                                      | -                                                                        | 46’                                                                      |
| 25-3-2025                                                                | Maturín                                                                  | Venezuela                                                                | 1 – 0                                                                    | Perù                                                                     | Qual. Mondiali 2026                                                      | -                                                                        | 78’                                                                      |
| 6-6-2025                                                                 | Maturín                                                                  | Venezuela                                                                | 2 – 0                                                                    | Bolivia                                                                  | Qual. Mondiali 2026                                                      | -                                                                        | 87’                                                                      |
| Totale                                                                   |                                                                          | Presenze (1º posto)                                                      | 142                                                                      |                                                                          | Reti                                                                     | 1                                                                        |                                                                          |

## Palmarès

### Club

#### Competizioni nazionali
- Campionato venezuelano: 1

Deportivo Táchira: 2007-2008
- Coppa Italia: 1

Juventus: 2016-2017
- Campionato italiano: 1

Juventus: 2016-2017
- Campeonato Brasileiro Série B: 1

Santos: 2024